# Dawkomierz DKP-50
Dawkomierz jonizacyjny DKP-50 – radziecki przyrząd dozymetryczny używany między innymi w ludowym Wojsku Polskim, przeznaczony do pomiaru pochłoniętych indywidualnych dawek promieniowania jonizującego.

## Charakterystyka przyrządu
Wprowadzony do Wojska Polskiego w latach 50.XX w. dawkomierz DKP-50 mierzył dawkę promieniowania w zakresie 0 – 50 rentgenów. Jego błąd pomiarowy nie przekraczał 15%. Wchodził w skład zestawu DP-23. Wielkość jednej działki wynosiła 2,5 rentgena. Dawki rejestrowane przez dawkomierze DKP-50 odczytywano bezpośrednio na skali dawkomierza.